# Segestidea montana
Segestidea montana är en insektsart som beskrevs av Willemse, F.M.H. 1979. Segestidea montana ingår i släktet Segestidea och familjen vårtbitare. Inga underarter finns listade i Catalogue of Life.